# Chainpur
Chainpur — метеорит-хондрит масою 8000 грам.